# 家族だんらん
家族だんらん（かぞくだんらん）は、アレルゲンフリーテクノロジー研究所株式会社によって育成されたイネ（稲）の品種。旧系統名は「AFT14」。「NM67」を花粉親、「ニホンマサリ」を種子親とする交配によって育成された。低アレルゲン米の一つ。

## 概要
低グルテリン米品種である「エルジーシー1」と同じ父母の組み合わせのイネ系統から、アレルゲン低減化処理に適したものを選抜して育成された。収穫後に化学的な処理を行うことで、アレルゲンとなるたんぱく質を低減化できる。このように処理されたパック入りの包装米飯が、「AFTライス」としてJA全農から発売された。